# Ромео Даллер
Ромео Далле́р (фр. Roméo Dallaire, *25 червня 1946) —

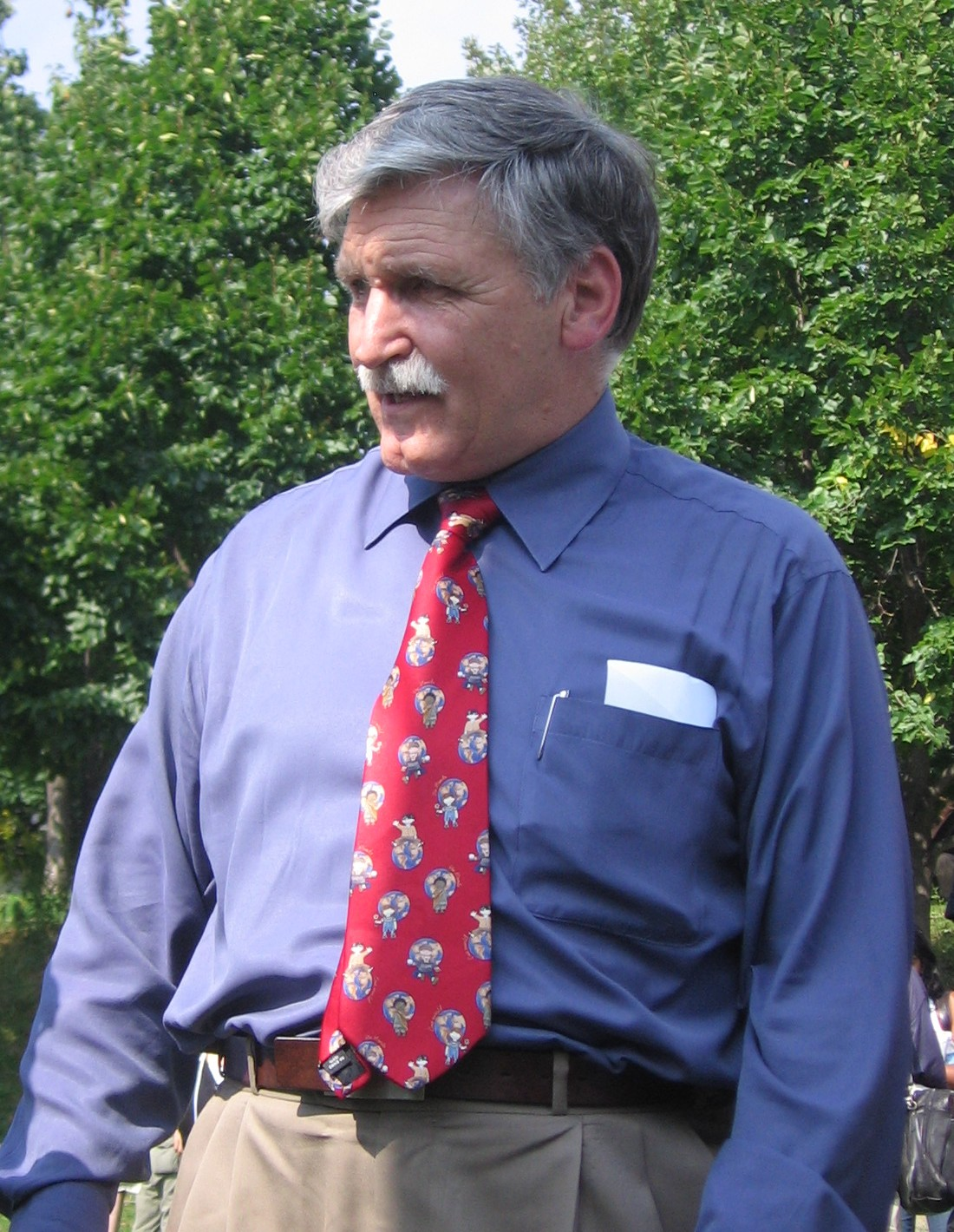
Ромео Даллер

канадський сенатор, письменник і генерал у відставці; командуючий військами миротворчого контингенту ООН в Руанді з 1993 по 1994 роки. 

## Ранні роки та освіта
Народився 25 червня 1946 року в Нідерландах. Наприкінці того ж року його сім’я переїхала до Канади. У 1964 Даллер вступив на військову службу до канадської армії. 1970 року він закінчив Королівський військовий коледж Канади, отримавши ступінь бакалавра, після чого присвятив себе військовій службі. 

## Руанда
У 1993 році Даллер був призначений главою Місії ООН з надання допомоги Руанді, в функції якої спершу входило забезпечення безпеки у місті Кіґалі на час підписання мирної угоди між президентом Руанди Жювеналем Хабіаріманою та Полем Каґаме — лідером Руандійського патріотичного фронту. Однак після підписання угоди літак президента було збито, що призвело до початку геноциду, який розпочався у квітні 1994 року, в результаті якого загинуло близько 800 000 осіб, переважно етнічних тутсі, а також поміркованих хуту. Не дивлячись на заклики Даллера збільшити кількість миротворців, ООН ухвалила рішення скоротити їхню кількість. Тоді Даллер зосередився на створенні спеціальних зон безпеки для переслідуваних жителів, завдяки чому йому вдалося врятувати частину населення. 
Після повернення до Канади він отримав декілька підвищень по службі, однак 2000 року пішов у відставку. Після руандійських подій Даллер постійно перебував у депресії, звинувачуючи себе в загибелі жителів Руанди, і навіть здійснював спробу самогубства. 
2003 року вийшла його книжка «Рукостискання з дияволом» (англ. Shake Hands with the Devil), де він виклав власні погляди на трагічні події 1994 року. Книгу екранізовано: 2004 року вийшов документальний фільм «Рукостискання з дияволом: Шлях Ромео Даллера», а 2007 року — однойменна художня кіноверсія книжки. 
З 2005 року Ромео Даллер є членом Сенату Канади від Квебека, входить до фракції Ліберальної партії Канади.